# مگنولیاسانان کانلا
مگنولیاسانان کانلا(نام علمی: Canellales) نام یک راسته از کلاد مگنولیان است.